# قشلاق حاجی غلام
قشلاق حاجی غلام یک منطقهٔ مسکونی در ایران است که در دهستان قشلاق غربی واقع شده‌است. قشلاق حاجی غلام ۸۹ نفر جمعیت دارد.